# M&M Reality
M&M reality holding je česká společnost, která zprostředkovává prodej nemovitostí, správu a pronájem objektů a zabývá se právním a finančním poradenstvím v oboru realit, zprostředkováním pojištění a vlastní reklamní agenturou. Na území České republiky působí od roku 2006, za tuto dobu vybudovala síť více než 155 poboček a je největší realitní kanceláří v Česku. V roce 2012 pro M&M reality pracovalo přes 2300 makléřů, kteří obsluhovali přibližně 300 000 zákazníků.

## Historie
Firma M&M začala vznikat v roce 1998. Na počátku stálo občanské sdružení fyzických osob, ze kterého postupně vznikly jedny z prvních a zároveň svého času největší virtuální stavebniny v ČR. Následoval vznik stavební firmy a M&M stavební družstvo. Na podzim roku 2004 vznikla myšlenka vybudování středoevropské sítě realitních kanceláří. Tento projekt se začal realizovat pod hlavičkou M&M reality s.r.o. Na základě toho se od počátku roku 2005, kdy společnost začala oficiálně působit, začaly otevírat jednotlivé pobočky po celé ČR. Od roku 2008 vstupuje společnost na Slovenský trh a působí pod M&M reality SK, dále od roku 2008 vydávají M&M reality realitní magazín, který vychází v měsíčním nákladu 1 150 000 kusů. V roce 2010 se spojila s HBC Reality a vznikla začala vystupovat pod názvem M&M reality holding.

## Organizační struktura
- M&M reality - Makléři vyhledávající a zprostředkovávající obchody v oblasti realit
- M&M developer - Sekce zabývající se developerskými projekty
- M&M hypocentrum - Sekce poskytující financování nemovitostí
- M&M pojišťovací - Sekce zprostředkovávající pojištění
- M&M investiční - Sekce zabývající se výkupem nemovitostí
- M&M reklamní - Reklamní agentura

## Společenská zodpovědnost
M&M reality se zapojuje také do některých charitativních aktivit. Dlouhodobě sponzoruje dětský domov v Horní Čermné, zapojila se také do charitativního pořadu TV NOVA Bailando-Tančím pro tebe, podporují také nadaci Kapka naděje a je dlouhodobým hrdým partnerem pořadu Mise nový domov.
Mezi aktivity M&M reality patří mimo jiné i sponzoring sportu. Jsou partnerem dostihové Velké Pardubické, hokejového klubu HC Moeller Pardubice, generálním partnerem pardubického florbalu M&M reality Sokol Pardubice.